# Споменик природе Храст Цара Лазара
Споменик природе Храст Цара Лазара је заштићено природно добро од 2003. године које се налази у јужној Србији, у селу Данковићу, на неких 5 км северозападно од Куршумлије.

## Храст Цара Лазара
Овај Храст је аутохтона врста храста китњака, који је под заштитом државе од седамдесетих година прошлог века као природна реткост - свето дрво, споменик природе III категорије. Храст је запис (молитвиште) села, испод кога се мештани скупљају на Велики Спасовдан, обнављају урезан крст, пале свеће и обедују.
Старост храста се процењује на око 350 година, дебљина му је 1,60 m и висина 20 м и представља биолошки феномен и реткост, јер је сачуван мали број сличних примерака у Србији.

## Легенда
Према легенди, Цар Лазар је са својом војском, 1389. године, на путу ка Косову, пред Косовски бој данио са војском испод великог храста, па је село у коме се налази дрво названо Данковиће.

## Споменик природе
Одлука о проглашењу споменика природе Храст Цара Лазара је објављена у Службеном листу општине Куршумлија 4/2003. Проглашен је спомеником природе III категорије, значајно природно добро.
Границу заштићеног простора Споменика природе Храст Цара Лазара чини пројекција његове крошње пречника 19,50 м. Површина припадајућег простора крошње је 2,45 ари.

### Управљач
Споменик природе поверен је на управљање Друштву за неговање традиција Ослободилачких ратова Србије до 1918 године, Куршумлија.